# Lacedemón (mitología)

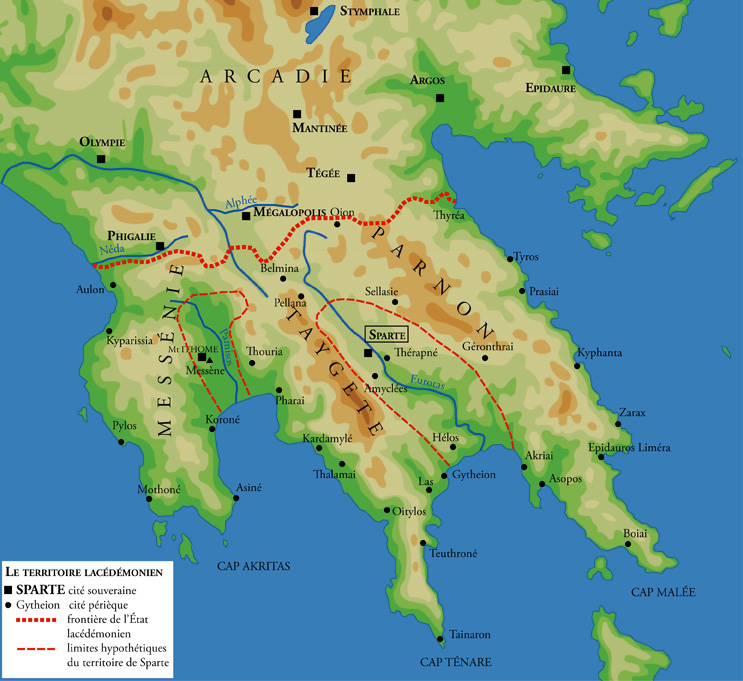
Territorio de Esparta en la época clásica

En la mitología griega, Lacedemón o Lacedemon (Λακεδαίμων / Lakedaímōn) era el héroe epónimo que dio su nombre al antiguo país de Lacedemonia o Laconia. Apolodoro dice que la pléyade Táigete tuvo de Zeus a Lacedemón. De Lacedemón y Esparta, hija de Eurotas, nacieron Amiclas, que sucedió a su padre, y Eurídice, a la que desposó Acrisio.
Pausanias dice que el rey Eurotas, como no tenía hijos varones, le cedió el reino a Lacedemón y a su hija en matrimonio. Cuando obtuvo el reino, en primer lugar cambió los nombres del país y de sus habitantes por el suyo, y después fundó y le puso el nombre de su mujer a una ciudad que se llama Esparta. Se cree que Lacedemón construyó el santuario de las Cárites, entre Esparta y Amiclas, y que les dio a estas divinidades los nombres de Cleta y Faena.
Versiones locales dicen que Táigete era la esposa y no la madre de Lacedemón y que fruto de esta unión nacieron Hímero y Cleódice.Otros dicen que los hijos de Lacedemón fueron Ásine e Hímero. Éste violó a su hermana y, preso de los remordimientos, se arrojó al río Maratón que desde entonces pasó a llamarse Hímero, y más tarde Eurotas.